# Fokker C.XIVw
De Fokker C.XIVw was een tweedekker Nederlands watervliegtuig voor verkenning en voortgezette training van vliegtuigfabrikant Fokker. 

## Constructie
De Fokker C.XIVw was gebouwd op de traditionele wijze: romp uit staalbuis bekleed met linnen, vleugels hout met gedeeltelijk houten, gedeeltelijk linnen bekleding.

## Opleidingsvliegtuig
Het vliegtuig was bedoeld om de C.VIIw af te lossen, die het einde van zijn werkzame leven naderde. Een piloot bij de Marine Luchtvaartdienst leerde elementair vliegen op de Fokker S.IX en vervolgens op de overgangstrainer F.K. 51. De C.XIVw en eerder de Fokker C.VIIw waren bestemd voor de oefening van de piloot in het vliegen met een watervliegtuig, hierna ging de piloot over naar de grote zeeverkenners (Dornier) en torpedovliegtuigen (T.IV(a)w en T.VIIIw).

## Geschiedenis
In 1939 zijn er 24 exemplaren van de C.XIVw geleverd aan de Marine Luchtvaartdienst.
Na de meidagen in 1940 zijn er elf ontkomen naar Engeland, vandaar zijn zij doorgestuurd naar Nederlands-Indië waar zij bij de Marine Luchtvaartdienst weer dienstdeden in hun rol als opleidingsvliegtuig. 